# دانيال سفينسون (ملحن)
دانيال سفينسون (بالسويدية: Daniel Svensson)‏ هو مغني ومنتج أسطوانات وطبال وملحن سويدي، ولد في 20 نوفمبر 1977 في غوتنبرغ في السويد.

## وصلات خارجية
- الموقع الرسمي
- دانيال سفينسون على موقع ميوزك برينز (الإنجليزية)
- دانيال سفينسون على موقع أول ميوزيك (الإنجليزية)
- دانيال سفينسون على موقع ديسكوغز (الإنجليزية)